# 碾线岭庙
碾线岭庙，位于中华人民共和国青海省海东市乐都区芦化乡十字村，为青海省市县级文物保护单位，公布日期为2003年6月20日，类型为古建筑。
碾线岭庙的历史年代为明。